# Ройс, Марко
Ма́рко Ройс (нем. Marco Reus; 31 мая 1989, Дортмунд, ФРГ) — немецкий футболист, атакующий полузащитник клуба MLS «Лос-Анджелес Гэлакси».
Родился в Дортмунде, некоторое время тренировался в академии «Боруссии», однако оканчивал футбольную школу и начинал профессиональную карьеру в «Рот-Вайссе». В 2009 году перешёл в мёнхенгладбахскую «Боруссию», а уже в 2012 вернулся в родной город, пополнив ряды «шмелей». С августа 2018 года был капитаном команды.
С 2011 года защищает цвета национальной сборной Германии, в составе которой стал бронзовым призёром чемпионата Европы 2012 года. Марко выступает на позиции атакующего полузащитника (инсайда), его характерным маневром является прорыв по флангу в штрафную зону соперника.

## Ранние годы
Марко Ройс родился 31 мая 1989 года в городе Дортмунде, в федеральной земле Северный Рейн-Вестфалия. Отец Томас занимал должность слесаря, мать Мануэла — офисный работник. Марко и две его старшие сестры воспитывались в скромной семье. Марко получил свое имя в честь легендарного нидерландского футболиста Марко Ван Бастена. Первый раз в футбол сыграл ещё в четыре года и вскоре выбрал карьеру профессионального футболиста. Марко был отличником в школе, а затем даже начинал учиться на розничного продавца, пока не добился успеха с «Рот-Вайссом». Кумиром Ройса с детства является бывший чешский полузащитник Томаш Росицки.

## Клубная карьера

### «Рот-Вайсс»
Первым клубом Ройса стал любительский «Пост Дортмунд». Затем в течение трёх лет занимался в академии «Боруссии Дортмунд», однако тренеры юношеских команд не разглядели таланта в молодом полузащитнике и не решились предлагать ему профессиональный контракт.
По достижении 17 лет перешёл в «Рот-Вайсс» из Алена, чтобы получать игровую практику. Так как «Рот-Вайсс» также был заинтересован в игроке, Марко смог завоевать место в основном составе. Проведя шесть матчей за вторую команду и забивая в каждом втором из них, получил хорошие отзывы о своей игре и был взят в основную команду на постоянной основе. 29 сентября 2007 года дебютировал за команду в Регионаллиге в домашнем матче 12-го тура против одноклубников из Оберхаузена. Матч закончился поражением со счётом 1:3, Марко же на 66-й минуте заменил Гровера Гибсона. Всего в свой первый сезон за «Рот-Вайсс» сыграл 16 матчей и забил 1 мяч, чем помог команде выйти во вторую Бундеслигу.

### «Боруссия» (Мёнхенгладбах)

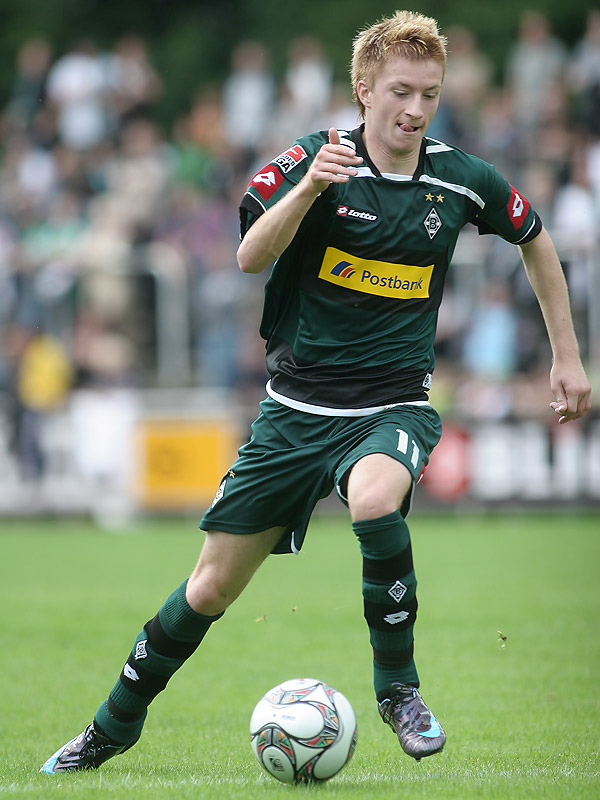
Марко Ройс в 2009 году

25 мая 2009 года подписал четырёхлетний контракт с мёнхенгладбахской «Боруссией». 9 августа 2009 года дебютировал в Бундеслиге в гостевом матче первого тура против «Бохума», который закончился вничью 3:3. На 70-й минуте матча Марко вышел на поле, заменив Карима Матмура. 28 августа 2009 года Ройс забил свой первый гол в чемпионате в матче против «Майнца 05» после 50-метрового сольного прохода. С того времени Марко стал постоянно забивать за команду Люсьена Фавра. До конца года Марко сумел застолбить за собой место правого инсайда и стал ключевым игроком «Боруссии». Всего в первом своем сезоне в Бундеслиге сыграл 33 матча и забил 8 мячей. Сезон 2011/12 Ройс начал феноменально, демонстрируя эффектную игру в каждом матче, а сама «Боруссия», после чудесного спасения в сезоне 2010/11, твердо закрепилась на вершине турнирной таблицы. Важной причиной успеха «Боруссии» стал дуэт полузащитников Ройса и Херманна. Отличная игра Ройса привлекла внимание к нему со стороны таких мировых грандов футбола, как «Бавария», «Челси», «Манчестер Сити», мадридский «Реал», «Ювентус» и другие, но Ройс выбрал клуб из своего родного города — дортмундскую «Боруссию». По договоренности вторую половину сезона 2011/12 годов Ройс доигрывал в клубе из Менхенгладбаха. После этого, 20 января 2012 года «Боруссия» принимала мюнхенскую «Баварию», которой Ройс ответил в межсезонье отказом. «Боруссия» победила со счетом 3:1, весомый вклад в победу сделал Ройс: он открыл счет великолепным по точности ударом после ошибки голкипера мюнхенцев Мануэля Нойера и сделал точную передачу на Патрика Херрмана в третьем голе.
15 апреля 2012 года в принципиальном для «Боруссии» домашнем матче против «Кёльна» Ройс установил окончательный счет 3:0, обыграв всю защиту соперника. Всего в первом своем сезоне в "Бундеслиге он сыграл 33 матча и забил 8 мячей.

### «Боруссия» (Дортмунд)

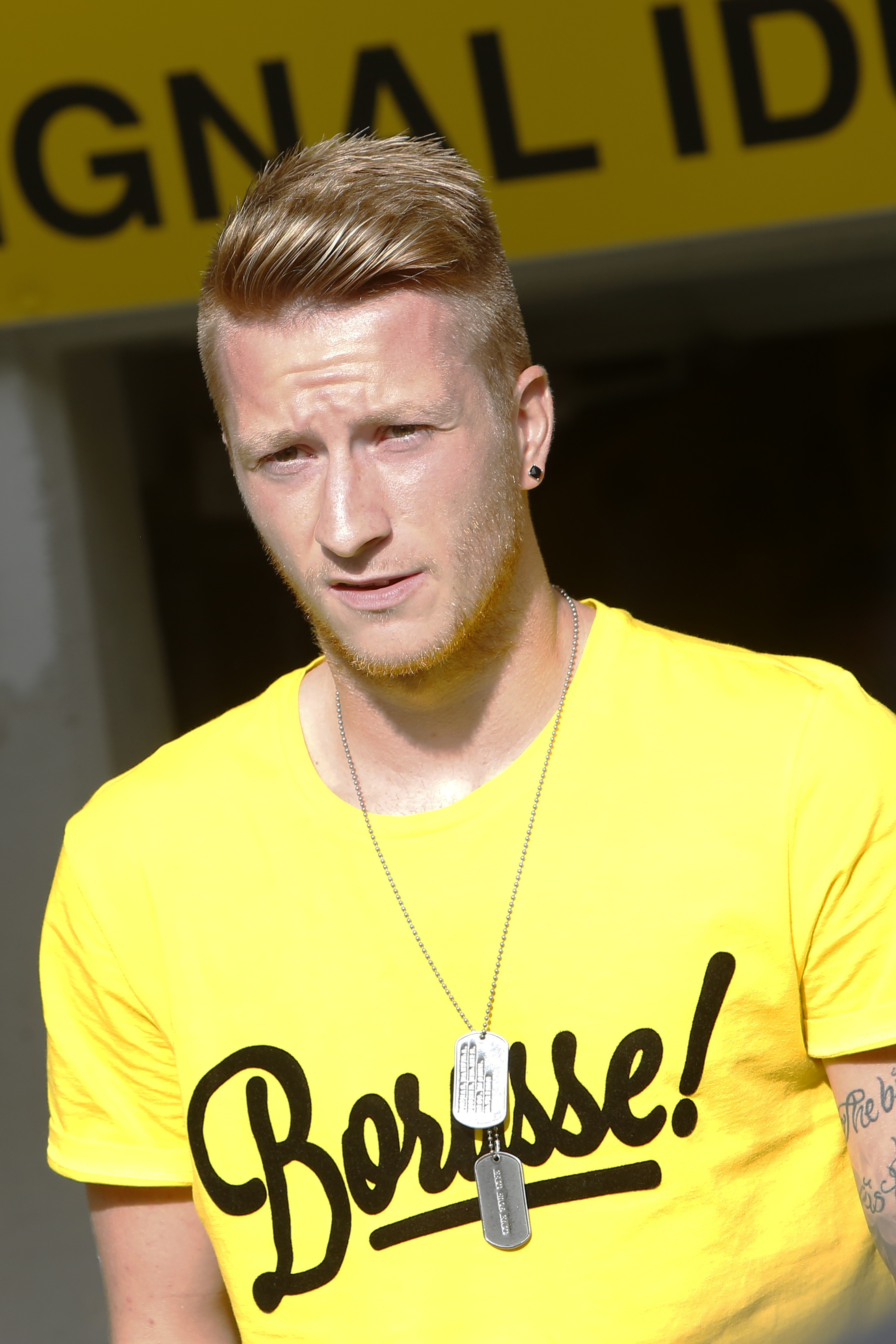
Марко Ройс в 2014 году

4 января 2012 года подписал пятилетний контракт с дортмундской «Боруссией». Действующий чемпион Германии выложил за своего земляка 17 млн евро, побив тем самым трансферный рекорд клуба.
В первом же матче за свой новый клуб Марко забил гол в ворота бременского «Вердера». Матч завершился победой команды Ройса со счетом 2:1. 29 сентября дортмундцы встречались с бывшим клубом Ройса «Боруссией» Мёнхенгладбах и победили 5:0, причем Ройс сделал дубль. Марко с легкостью завоевал место в основе дортмундской команды, став главным открытием группового этапа Лиге чемпионов. Здесь «Боруссия» попала в сложную группу с «Реалом», «Аяксом» и «Манчестер Сити», но Ройс забил каждому из них, а «Боруссия» вышла из этой группы с первого места. 3 октября 2012 года Ройс дебютировал в Лиге чемпионов матчем против «Манчестер Сити» и открыл счёт в этой встрече. Потом, 6 ноября 2012 года, в матче против «Реала» на «Сантьяго Бернабеу» Ройс шикарным ударом открыл счет в матче. А 21 ноября 2012 года на «Амстердам Арене» Ройс забил первым мяч своей команды и помог «Боруссии» победить «Аякс» со счетом 1:4 и гарантировать себе место в плей-офф.
16 февраля 2013 года Ройс оформил хет-трик в матче против «Айнтрахта» из Франкфурта. 9 апреля 2013 года «Боруссия» в ответном матче четвертьфинала Лиги чемпионов встречалась с «Малагой». После гостевой ничьей 0:0 «Боруссию» устраивала только победа, но уже на 25 минуте она пропустила. На 40 минуте полузащитник дортмундцев Марио Гетце с правого фланга нашёл Ройса, который изящным и эффектным пасом пяткой вывел нападающего Роберта Левандовского один на один с вратарем «Малаги». Левандовский сделал счет равным. Далее «Боруссия» на 82 минуте пропустила из явного положения вне игры. И только на 91-й добавленной минуте Марко Ройс делает счет равным, а на 92-й минуте за две минуты до конца, центральный защитник Фелипе Сантана с передачи Ройса выводит «Боруссию» в полуфинал Лиги чемпионов. 11 мая 2013 года в матче против «Вольфсбурга» в рамках 33-го тура Чемпионата Германии Ройс на последних минутах забил два мяча и принес «Боруссии» ничью. В финале Лиги чемпионов УЕФА Ройс отличился активной игрой, заработал пенальти, который реализовал полузащитник дортмундцев Илкай Гюндоган, но «Боруссия» проиграла «Баварии» со счетом 2:1.

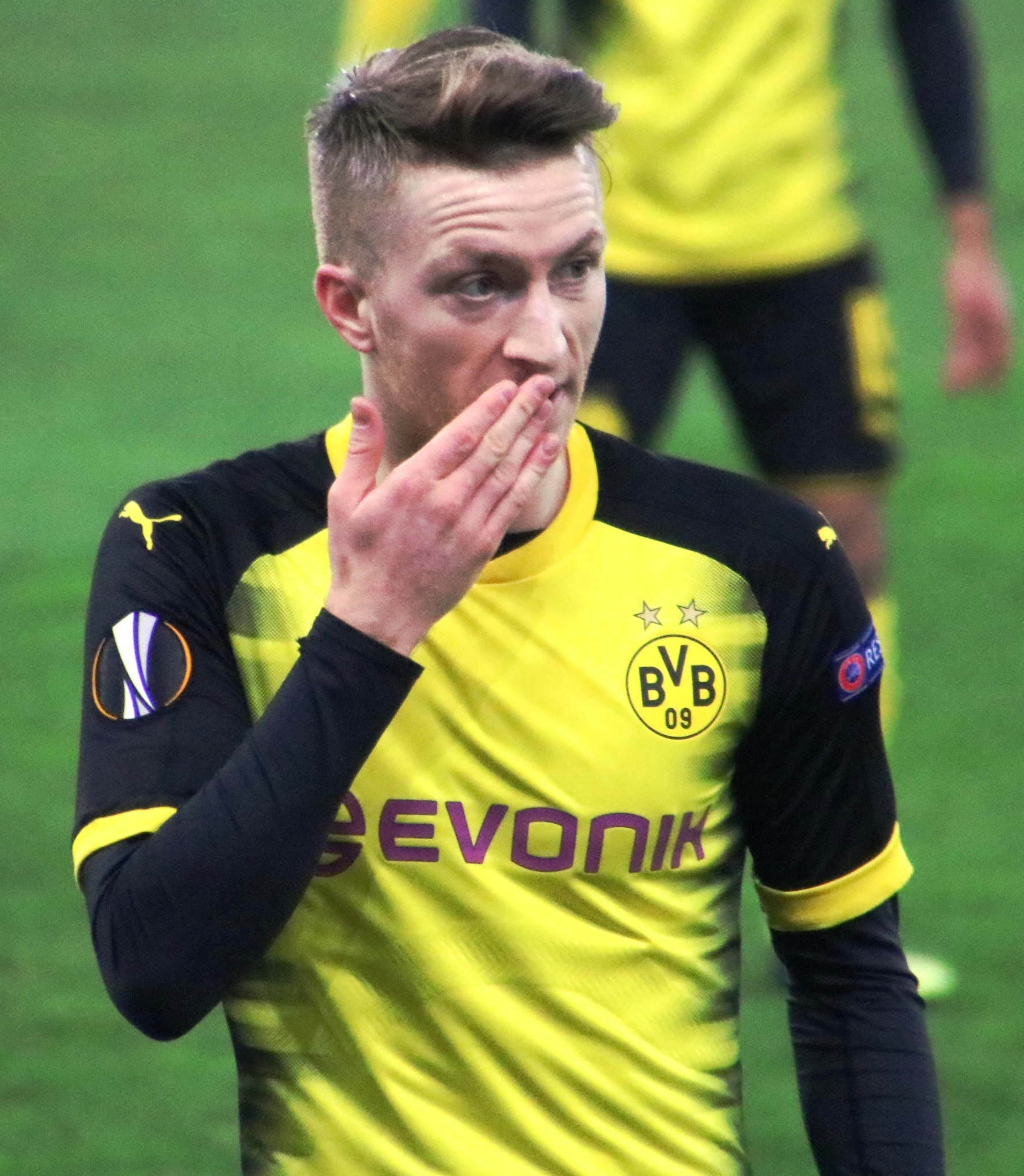
Марко Ройс в составе дортмундской «Боруссии» в 2018 году

Перед сезоном 2013/14 в стан главного конкурента «Баварию» перешёл Марио Гётце, в то время, как Ройс, которого слухи также связывали с «Баварией» и «Барселоной», остался. 27 июля 2013 года футбольный сезон в Германии начался с матча в Суперкубке Германии, в котором встретились дортмундская «Боруссия» и «Бавария». Ройс забил первый и последний мяч дортмундцев, а также поучаствовал в остальных голевых атаках.
Первую половину сезона «Боруссия», несмотря на хороший старт, провалила, «Бавария» ушла в глубокий отрыв. У самого же Ройса в первой половине сезона игра время от времени просто не шла, множество моментов Марко не реализовывал, но при этом Марко окончательно закрепился, как лидер команды. Он помог «Боруссии» выйти в плей-офф Лиги чемпионов, забив голы в ворота «Марселя» и «Наполи». Зимой 2014 году вновь появились слухи о желании трансфера Ройса со стороны «Барселоны» и «Манчестер Юнайтед». В то же время стало известно, что Роберт Левандовский по окончании сезона перейдет в «Баварию». В рамках 1/8 финала «Боруссия» встречалась с питерским «Зенитом». Немецкая команда сумела создать весомый задел в первом матче на «Петровском», забив 4 гола. Ройс в этой встрече отдал две голевые передачи, забил один гол и косвенно поучаствовал в четвертом взятии ворот (мяч после попытки удара Ройса отскочил к Генриху Мхитаряну, который и забил первый гол команды). В четвертьфинале Лиги чемпионов «Боруссия» крупно уступила на «Сантьяго Бернабеу» будущему обладателю трофея, «Реал Мадриду» (3:0). В ответной встрече в Дортмунде Марко сумел оформить дубль уже к 40 минуте, и, казалось, «Боруссия» сможет совершить камбэк, но во втором тайме дортмундцы не сумел реализовать несколько великолепных возможностей и вылетели из турнира. В рамках национального первенства Марко забил 16 голов и раздал 13 голевых передач в 31 матче. По итогам сезона Ройс вошел в символическую сборную Бундеслиги. 10 из результативных передач приходились на польского форварда, который по окончании сезона покинул дортмундскую команду. 10 февраля 2015 года Марко Ройс официально продлил контракт с «Боруссией» Дортмунд на четыре года.
В августе 2018 года Ройс был назначен новым капитаном команды. Тогда же футболист снова продлил контракт с дортмундским клубом — на этот раз до 2023 года. 26 сентября 2018 года Марко Ройс забил свой 100-й гол за Боруссию в матче с Нюрнбергом. На фоне вновь появившихся слухов о возможном переходе Ройса в «Баварию», в интервью FAZ в январе 2019 года Марко так прокомментировал свой возможный трансфер в будущем: «Я? В „Баварию“? Никогда! Вы никогда не увидите меня в „Баварии“. Я обещаю. Кроме того, мне скоро 30 лет, они хотят омолодить состав».
3 мая 2024 года было официально объявлено, что Ройс покинет «Боруссию» после 12 лет в клубе. Стороны приняли совместное решение не продлевать контракт, истекающий в конце сезона. Сам Марко прокомментировал свой уход, сказав: «Я невероятно благодарен и горжусь этим особенным временем в моём клубе Боруссия Дортмунд. Я провёл в этом клубе больше половины своей жизни и наслаждался каждым днём, хотя, конечно, были и сложные моменты. Сейчас я уже знаю, что мне будет трудно прощаться с клубом в конце сезона. И всё же я рад, что теперь всё прояснилось и мы можем полностью сосредоточиться на очень важных заключительных матчах, которые нам ещё предстоит сыграть. Перед нами стоит большая цель, которую мы все вместе хотим достичь. Для этого нам понадобится каждый из наших невероятных болельщиков, которым я хотел бы выразить искреннюю благодарность за их невероятную поддержку на протяжении многих лет»

## Карьера в сборной
Играл в молодёжной сборной Германии. 11 августа 2009 года дебютировал в ней в матче против молодёжной сборной Турции. В мае 2010 года был вызван в основную сборную Германии для подготовки к товарищескому матчу со сборной Мальты, но участие в поединке так и не принял. 30 сентября был вызван в основную сборную для матчей со сборными Турции и Бельгии. В 2012 играл на чемпионате Европы, отличился голом в 1/4 финала Германия — Греция (4:2). После чемпионата Европы стал одним из основных игроков в сборной Германии. Был включён в состав на чемпионат мира в Бразилию, но в последнем товарищеском матче перед чемпионатом мира со сборной Армении получил травму и выбыл из состава.

## Личная жизнь
С 2015 года встречается с немецкой моделью Скарлетт Гартманн. 30 марта 2019 года у пары родилась дочь. 21 декабря 2019 года они поженились.
21 июля 2016 года, после голосования, проведённого на специальном сайте среди болельщиков, был выбран лицом футбольного симулятора FIFA 17, опередив Азара, Марсьяля и Хамеса Родригеса.

## Достижения

### Командные достижения
«Боруссия» Дортмунд
- Обладатель Кубка Германии (2): 2016/17, 2020/21
- Обладатель Суперкубка Германии (3): 2013, 2014, 2019
- Финалист Лиги чемпионов УЕФА (2): 2012/13, 2023/24

Лос-Анджелес Гэлакси
- Обладатель Кубка MLS: 2024
- Победитель Западной конференции MLS: 2024

Сборная Германии
- Бронзовый призёр чемпионата Европы: 2012

### Личные достижения
- Футболист года в Германии (2): 2012, 2019
- Лучший игрок Бундеслиги 2011/12 по итогам опроса футболистов[44].
- Игрок сезона в Бундеслиге по мнению VDV (3): 2011/12[45], 2013/14[46], 2018/19[47]
- Входит в состав символической сборной Бундеслиги (6): 2011/12, 2012/13, 2013/14, 2014/15, 2015/16, 2018/19
- Команда года по версии УЕФА: 2013
- Входит в состав символической сборной Лиги чемпионов УЕФА: 2013/14
- Лучший ассистент Бундеслиги: 2013/14
- Входит в символическую сборную сезона по версии European Sports Media: 2018/19
- Лучший игрок по итогам сезона 2018/19 согласно проведённому опросу среди членов Ассоциации немецких спортивных журналистов[48].

## Статистика

### Клубная статистика
| Выступление         | Выступление       | Выступление      | Лига | Лига | Кубки | Кубки | Еврокубки | Еврокубки | Итого | Итого |
| Клуб                | Лига              | Сезон            | Игры | Голы | Игры  | Голы  | Игры      | Голы      | Игры  | Голы  |
| ------------------- | ----------------- | ---------------- | ---- | ---- | ----- | ----- | --------- | --------- | ----- | ----- |
| Рот-Вайсс           | Вторая бундеслига | 2007/08          | 16   | 1    | —     | —     | —         | —         | 16    | 1     |
| Рот-Вайсс           | Вторая бундеслига | 2008/09          | 27   | 4    | 1     | 0     | —         | —         | 28    | 4     |
| Рот-Вайсс           | Итого             | Итого            | 43   | 5    | 1     | 0     | —         | —         | 44    | 5     |
| Боруссия (М)        | Бундеслига        | 2009/10          | 33   | 8    | 2     | 0     | —         | —         | 35    | 8     |
| Боруссия (М)        | Бундеслига        | 2010/11          | 34   | 11   | 3     | 1     | —         | —         | 37    | 12    |
| Боруссия (М)        | Бундеслига        | 2011/12          | 32   | 18   | 5     | 3     | —         | —         | 37    | 21    |
| Боруссия (М)        | Итого             | Итого            | 99   | 37   | 10    | 4     | —         | —         | 109   | 41    |
| Боруссия (Дортмунд) | Бундеслига        | 2012/13          | 32   | 14   | 4     | 1     | 13        | 4         | 49    | 19    |
| Боруссия (Дортмунд) | Бундеслига        | 2013/14          | 30   | 16   | 5     | 2     | 9         | 5         | 44    | 23    |
| Боруссия (Дортмунд) | Бундеслига        | 2014/15          | 20   | 7    | 5     | 1     | 4         | 3         | 29    | 11    |
| Боруссия (Дортмунд) | Бундеслига        | 2015/16          | 26   | 12   | 4     | 2     | 13        | 9         | 43    | 23    |
| Боруссия (Дортмунд) | Бундеслига        | 2016/17          | 17   | 7    | 3     | 2     | 4         | 4         | 24    | 13    |
| Боруссия (Дортмунд) | Бундеслига        | 2017/18          | 11   | 7    | 0     | 0     | 4         | 0         | 15    | 7     |
| Боруссия (Дортмунд) | Бундеслига        | 2018/19          | 27   | 17   | 3     | 3     | 6         | 1         | 36    | 21    |
| Боруссия (Дортмунд) | Бундеслига        | 2019/20          | 19   | 11   | 3     | 1     | 4         | 0         | 26    | 12    |
| Боруссия (Дортмунд) | Бундеслига        | 2020/21          | 32   | 8    | 7     | 2     | 10        | 1         | 49    | 11    |
| Боруссия (Дортмунд) | Бундеслига        | 2021/22          | 29   | 9    | 4     | 1     | 8         | 3         | 41    | 13    |
| Боруссия (Дортмунд) | Бундеслига        | 2022/23          | 25   | 6    | 3     | 1     | 3         | 1         | 31    | 8     |
| Боруссия (Дортмунд) | Бундеслига        | 2023/24          | 26   | 6    | 3     | 1     | 13        | 2         | 42    | 9     |
| Боруссия (Дортмунд) | Итого             | Итого            | 294  | 120  | 44    | 17    | 91        | 33        | 429   | 170   |
| Всего за карьеру    | Всего за карьеру  | Всего за карьеру | 436  | 162  | 55    | 21    | 91        | 33        | 582   | 216   |

### Список матчей за сборную
| Матчи и голы Марко Ройса за сборную Германии | Матчи и голы Марко Ройса за сборную Германии | Матчи и голы Марко Ройса за сборную Германии | Матчи и голы Марко Ройса за сборную Германии | Матчи и голы Марко Ройса за сборную Германии | Матчи и голы Марко Ройса за сборную Германии | Матчи и голы Марко Ройса за сборную Германии |
| №                                            | Дата                                         | Соперник                                     | Счёт                                         | Голы                                         | Соревнование                                 |                                              |
| -------------------------------------------- | -------------------------------------------- | -------------------------------------------- | -------------------------------------------- | -------------------------------------------- | -------------------------------------------- | -------------------------------------------- |
| 1                                            | 7 октября 2011                               | Турция                                       | 3:1                                          | -                                            | Отборочный матч ЧЕ-2012                      |                                              |
| 2                                            | 11 октября 2011                              | Бельгия                                      | 3:1                                          | -                                            | Отборочный матч ЧЕ-2012                      |                                              |
| 3                                            | 15 ноября 2011                               | Нидерланды                                   | 3:0                                          | -                                            | Товарищеский матч                            |                                              |
| 4                                            | 29 февраля 2012                              | Франция                                      | 1:2                                          | -                                            | Товарищеский матч                            |                                              |
| 5                                            | 26 мая 2012                                  | Швейцария                                    | 3:5                                          | 1                                            | Товарищеский матч                            |                                              |
| 6                                            | 31 мая 2012                                  | Израиль                                      | 2:0                                          | -                                            | Товарищеский матч                            |                                              |
| 7                                            | 22 июня 2012                                 | Греция                                       | 4:2                                          | 1                                            | ЧЕ-2012. 1/4 финала                          |                                              |
| 8                                            | 28 июня 2012                                 | Италия                                       | 1:2                                          | -                                            | ЧЕ-2012. 1/2 финала                          |                                              |
| 9                                            | 15 августа 2012                              | Аргентина                                    | 1:3                                          | -                                            | Товарищеский матч                            |                                              |
| 10                                           | 7 сентября 2012                              | Фарерские острова                            | 3:0                                          | -                                            | Отборочный матч ЧМ-2014                      |                                              |
| 11                                           | 11 сентября 2012                             | Австрия                                      | 2:1                                          | 1                                            | Отборочный матч ЧМ-2014                      |                                              |
| 12                                           | 12 октября 2012                              | Ирландия                                     | 6:1                                          | 2                                            | Отборочный матч ЧМ-2014                      |                                              |
| 13                                           | 16 октября 2012                              | Швеция                                       | 4:4                                          | -                                            | Отборочный матч ЧМ-2014                      |                                              |
| 14                                           | 14 ноября 2012                               | Нидерланды                                   | 0:0                                          | -                                            | Товарищеский матч                            |                                              |
| 15                                           | 26 марта 2013                                | Казахстан                                    | 4:1                                          | 2                                            | Отборочный матч ЧМ-2014                      |                                              |
| 16                                           | 14 августа 2013                              | Парагвай                                     | 3:3                                          | -                                            | Товарищеский матч                            |                                              |
| 17                                           | 6 сентября 2013                              | Австрия                                      | 3:0                                          | -                                            | Отборочный матч ЧМ-2014                      |                                              |
| 18                                           | 15 ноября 2013                               | Италия                                       | 1:1                                          | -                                            | Товарищеский матч                            |                                              |
| 19                                           | 19 ноября 2013                               | Англия                                       | 1:0                                          | -                                            | Товарищеский матч                            |                                              |
| 20                                           | 1 июня 2014                                  | Камерун                                      | 2:2                                          | -                                            | Товарищеский матч                            |                                              |
| 21                                           | 6 июня 2014                                  | Армения                                      | 6:1                                          | -                                            | Товарищеский матч                            |                                              |
| 22                                           | 3 сентября 2014                              | Аргентина                                    | 2:4                                          | -                                            | Товарищеский матч                            |                                              |
| 23                                           | 7 сентября 2014                              | Шотландия                                    | 2:1                                          | -                                            | Отборочный матч ЧЕ-2016                      |                                              |
| 24                                           | 25 марта 2015                                | Австралия                                    | 2:2                                          | 1                                            | Товарищеский матч                            |                                              |
| 25                                           | 29 марта 2015                                | Грузия                                       | 2:0                                          | 1                                            | Отборочный матч ЧЕ-2016                      |                                              |
| 26                                           | 8 октября 2015                               | Ирландия                                     | 0:1                                          | -                                            | Отборочный матч ЧЕ-2016                      |                                              |
| 27                                           | 11 октября 2015                              | Грузия                                       | 2:1                                          | -                                            | Отборочный матч ЧЕ-2016                      |                                              |
| 28                                           | 26 марта 2016                                | Англия                                       | 2:3                                          | -                                            | Товарищеский матч                            |                                              |
| 29                                           | 29 марта 2016                                | Италия                                       | 4:1                                          | -                                            | Товарищеский матч                            |                                              |
| 30                                           | 2 июня 2018                                  | Австрия                                      | 1:2                                          | -                                            | Товарищеский матч                            |                                              |
| 31                                           | 8 июня 2018                                  | Саудовская Аравия                            | 2:1                                          | -                                            | Товарищеский матч                            |                                              |
| 32                                           | 17 июня 2018                                 | Мексика                                      | 0:1                                          | -                                            | ЧМ-2018 (группа F)                           |                                              |
| 33                                           | 23 июня 2018                                 | Швеция                                       | 2:1                                          | 1                                            | ЧМ-2018 (группа F)                           |                                              |
| 34                                           | 27 июня 2018                                 | Южная Корея                                  | 0:2                                          | -                                            | ЧМ-2018 (группа F)                           |                                              |
| 35                                           | 6 сентября 2018                              | Франция                                      | 0:0                                          | -                                            | Лига наций УЕФА (А)                          |                                              |
| 36                                           | 9 сентября 2018                              | Перу                                         | 2:1                                          | -                                            | Товарищеский матч                            |                                              |
| 37                                           | 19 ноября 2018                               | Нидерланды                                   | 2:2                                          | -                                            | Лига наций УЕФА (А)                          |                                              |
| 38                                           | 20 марта 2019                                | Сербия                                       | 1:1                                          | -                                            | Товарищеский матч                            |                                              |
| 39                                           | 24 марта 2019                                | Нидерланды                                   | 3:2                                          | -                                            | Отборочный матч ЧЕ-2020                      |                                              |
| 40                                           | 8 июня 2019                                  | Беларусь                                     | 2:0                                          | 1                                            | Отборочный матч ЧЕ-2020                      |                                              |
| 41                                           | 11 июня 2019                                 | Эстония                                      | 8:0                                          | 2                                            | Отборочный матч ЧЕ-2020                      |                                              |
| 42                                           | 6 сентября 2019                              | Нидерланды                                   | 2:4                                          | -                                            | Отборочный матч ЧЕ-2020                      |                                              |
| 43                                           | 9 сентября 2019                              | Северная Ирландия                            | 2:0                                          | -                                            | Отборочный матч ЧЕ-2020                      |                                              |
| 44                                           | 13 октября 2019                              | Эстония                                      | 3:0                                          | -                                            | Отборочный матч ЧЕ-2020                      |                                              |
| 45                                           | 2 сентября 2021                              | Лихтенштейн                                  | 2:0                                          | -                                            | Отборочный матч ЧМ-2022                      |                                              |
| 46                                           | 5 сентября 2021                              | Армения                                      | 6:0                                          | 1                                            | Отборочный матч ЧМ-2022                      |                                              |
| 47                                           | 8 октября 2021                               | Румыния                                      | 2:1                                          | -                                            | Отборочный матч ЧМ-2022                      |                                              |
| 48                                           | 11 ноября 2021                               | Лихтенштейн                                  | 9:0                                          | 1                                            | Отборочный матч ЧМ-2022                      |                                              |

Итого: 48 матчей / 15 голов; 28 побед, 9 ничьих, 11 поражений.